# Diego Barrera
Diego Barrera, Bogotá, Colombia, 25 de marzo de 1987 es un futbolista colombiano nacionalizado estadounidense. Juega como centrocampista o defensor juega para el Phitsanulok F.C. de Tailandia. Su hermano Danny Barrera también es futbolista profesional.

## Trayectoria
Barrera Nacido en Bogotá vivo desde muy chico con su familia en California, Estados Unidos allí fue becado en la Universidad de Nuevo México donde realiza su carrera estudiantil y paralelamente jugaba en equipos de la tercera división.

### Filipinas
En la liga de filipinas estuvo en 3 clubes durante tres años en los cuales le fue bien llegando a conseguir un título y dos subtítulos.

### Tailandia
En marzo de 2016 llega a la segunda división del fútbol tailandés.

## Selección nacional
Ha jugado para la selección sub-18 de los Estados Unidos.

## Clubes
| Club                       | País                | Año                 | Partidos | Goles |
| -------------------------- | ------------------- | ------------------- | -------- | ----- |
| San Fernando Valley Quakes | Estados Unidos      | 2006 - 2007         | 4        | 1     |
| Ventura County Fusion      | Estados Unidos      | 2007                | 8        | 0     |
| San Fernando Valley Quakes | Estados Unidos      | 2008                | 13       | 4     |
| Hollywood United Hitmen    | Estados Unidos      | 2009 - 2010         | 11       | 1     |
| Ventura County Fusion      | Estados Unidos      | 2010                | 2        | 1     |
| Wilmington Hammerheads     | Estados Unidos      | 2011                | 12       | 0     |
| Syracuse Silver Knights    | Estados Unidos      | 2011 - 2012         | 13       | 3     |
| Cal                        | Estados Unidos      | 2012                | 2        | 0     |
| Stallion                   | Filipinas           | 2013                | 9        | 1     |
| Team Socceroo              | Filipinas           | 2014                | 13       | 7     |
| Kaya                       | Filipinas           | 2015                | 12       | 4     |
| Kasem Bundit               | Tailandia           | 2016-2017           | 36       | 19    |
| Phitsanulok                | Tailandia           | 2018-presente       | 9        | 6     |
| Total en su carrera        | Total en su carrera | Total en su carrera | 105      | 23    |

## Palmarés

### Campeonatos nacionales
| Título   | Club        | País      | Año  |
| -------- | ----------- | --------- | ---- |
| Copa UFL | Stallion FC | Filipinas | 2012 |